# Chief Daddy
Chief Daddy es una película de comedia dramática nigeriana de 2018 dirigida por Niyi Akinmolayan, escrita por Bode Asiyanbi y producida por Mosunmola Abudu y Temidayo Abudu. Es protagonizada por Funke Akindele Bello, Kate Henshaw, Nkem Owoh, Joke Silva, Patience Ozokwor, Richard Mofe Damijo y Racheal Oniga.

## Sinopsis
Un industrial multimillonario, Chief Beecroft, es el benefactor de un gran número de personas entre familiares, personal doméstico y amantes. Su repentino fallecimiento crea conflictos entre sus deudos tras leer su testamento.

## Elenco
- Aiyeola como Chef Simbi
- Dakore Egbuson como Remi Castle
- Funke Akindele como Tinu Beecroft
- Zainab Balogun	como Ireti Beecroft
- Ini Edo como Ekanem
- Linda Ihuoma-Suleiman como Justina
- Falz como Femi Beecroft
- Mawuli Gavor como Damilare Kofi Mensah
- Kate Henshaw como Teni Beecroft
- Lepacious Bose como Madam Tasty
- Richard Mofe-Damijo como Tega Castle
- Beverly Osu como Sandra Bello
- Nkem Owoh como Shoffa Donatus
- Patience Ozokwor como Madam Pat
- Joke Silva como Lady Kay Beecroft
- Solomon Bryan como Kasali.[5]

## Lanzamiento
Fue estrenada localmente el 14 de diciembre de 2018 y en los Países Bajos el 15 de marzo de 2019 a través de Netflix. Se estrenó en el Hotel Oriental de Lagos, con la asistencia de más de 40 estrellas de cine de Nollywood, entre ellas Olu Jacobs, Joke Silva y Richard Mofe Damijo.